# 오! 브라더스
"오! 브라더스"는 2003년에 개봉한 대한민국의 코미디 영화이다.

## 줄거리
아버지의 불륜으로 자살한 어머니로 인해 아버지와 의절한 채 살아온 흥신소 사장 오상우. 어느날, 의절한 아버지가 죽었고 아버지가 남기고 간 빚 문제에 직면했다. 그러다 아버지와 불륜녀 사이에서 태어난 이복동생 오봉구의 존재를 알게된다. 현재 행방불명 상태인 오봉구의 생모 유현숙만 찾으면 문제를 해결할 수 있다는 말에 상우는 모든걸 제쳐놓고 존재조차 몰랐던 혈육을 찾아갔다.
그런데 눈앞에 나타난 봉구는 나이는 12살이지만 상우와 맞먹는 30대의 모습을 한 조로증 환자였고 당뇨병까지 있어서 인슐린 주사를 달고 살아야 했다. 처음엔 한시라도 빨리 생모를 찾아내 돈 문제를 해결할 생각뿐이었는데 봉구를 처음 본 박 사장이 그를 뽕쟁이 건달로 여긴다. 이걸 본 상우는 봉구의 외모를 수금일에 써먹었는데 작전은 대성공이었다. 봉구를 본 채무자들은 하나같이 무서워하며 돈을 준것이다.
이렇게 자신의 이득을 위해 봉구를 데리고 다니던 상우는 어느날, 봉구의 머리에서 흰 머리가 나 있는 것과 더불어 몸뿐만 아니라 마음까지 커버린 어른흉내를 내고 다니는 봉구에게 미안한 감정이 들기 시작했다. 뿐만 아니라 아무 탈 없이 수금을 잘 하고 다니던 봉구는 돌연 쓰러져 응급실에 실려가기까지 한다. 
과연 봉구의 운명은 어떻게 될까? 

## 배역
- 이정재 : 오상우 역
- 이범수 : 오봉구 역
- 이문식 : 정 반장 역
- 류승수 : 허기태 역
- 김준희 : 은하 역
- 김상원 - 관리부원 역